# Верига на доставките
Веригата на доставките или веригата за доставка (доставки) (на английски: supply chain) е цялостна мрежа от единици, директно или индиректно взаимносвързани и взаимнозависими по отношение обслужването на даден потребител или клиент. Тя се състои от продавачи, които доставят суровини, производители, които превръщат суровините в продукти, складови стопанства, които съхраняват продуктите, дистрибуционни центрове, които доставят продуктите до търговците, и търговци, които доставят продуктите до крайните клиенти. Веригите на доставките са в основата на веригите на стойността, тъй като без тях нито един производител няма да може да даде на клиентите си продуктите, които искат, тогава и там, където ги искат, и на цената, на която искат да ги закупят. Производителите се конкурират помежду си чрез своите вериги на доставките и никакви подобрения на дейността на производителя не могат да компенсират недостатъците във веригата на доставките, които намаляват способността на производителя да се конкурира.
Първата дефиниция за управление на веригата на доставките е от 1982 г. и принадлежи на Кийт Оливър. Според него управлението на веригата на доставките (на английски: supply chain management, SCM) е „процес на планиране, внедряване и контролиране на операциите във веригата на доставките с цел удовлетворяване на изискванията на клиента по възможно най-ефикасен начин. Управлението на веригата на доставките обхваща цялостното движение и съхранение на суровини, запаси от продукти в процес на обработка и завършени продукти от мястото на произход до мястото на потребяване“. Раковска (2009) отбелязва, че целта на управлението на веригите на доставките е да се повиши разликата между съвкупността от ползите, които потребителят очаква да получи с продукта (общата добавена стойност), и разходите, свързани с неговото придобиване и притежаване. Според Раковска (2009) посочената цел може да се постигне, като се повиши общата стойност за потребителя (във вид на ползи от по-добро качество, обслужване, гъвкавост, доставки) и/или се намалят разходите на потребителя, чиито основен компонент е цената. Следователно може да се заключи, че крайната цел на управлението на веригите на доставките е увеличаването на изгодата за крайните клиенти.
Следва да се отбележи, че в днешно време почти всяка верига за доставка има глобален аспект. Това води до въвеждането на понятието „глобални вериги за доставка“ (на английски: global supply chains), с което се обозначават повечето съвременни вериги за доставка. В тази връзка редица автори посочват, че в глобалната икономика се конкурират не отделни компании, а глобални вериги за доставка. Т.е. съвременните глобални вериги за доставка функционират и се конкурират с други компании и глобални вериги за доставка като единен субект. Ето защо ролята на глобалните вериги за доставка е съществена за съвременния международен бизнес, поради което интересът към тях и тяхното управление непрекъснато нараства.
Моллов (2017) обобщава основните характеристики на глобалната верига за доставка по следния начин:
- Тя е съвкупност от трима или повече участници (компания производител на крайния продукт, неговите доставчици и клиенти, обслужващи компании), които си сътрудничат помежду си. Участниците се намират в различни държави по света. Преобладаващата част от глобалните вериги за доставка включват множество участници от целия свят;
- Сътрудничеството обхваща всички дейности от добива на суровини до третирането на крайния продукт след приключване на неговото използване. Тези дейности са разпръснати в различни части на света;
- Тази верига може да се разглежда като форма за превръщане на входящите ресурси в междинни и крайни (завършени) продукти, които се реализират на задграничните пазари под формата на стоки и услуги, доставени до крайните клиенти в различни държави по света;
- Тя се състои от съвкупност от потоци (продуктов, финансов, информационен, на стойността и на риска), които пресичат националните граници;
- В основата на всяка глобална верига за доставка се намират крайните клиенти с техните потребности и желания. Често пъти те са разположени в държава, различна от държавата на компанията производител на крайния продукт;
- Взаимовръзката между отделните компании се осъществява посредством обвързване на техните бизнес процеси. Поради глобалното разпространение и географската разпокъсаност на отделните етапи от глобалната верига за доставка е необходимо наличието на информационни и комуникационни технологии, които да улеснят обвързването и интеграцията на бизнес процесите на участниците във веригата;
- Участието на компаниите в глобални вериги за доставка е предпоставка за повишаване на тяхната конкурентоспособност на националния и международния пазар.

Според Моллов (2017) управлението на глобалните вериги за доставка (на английски: global supply chain management) се характеризира със следното:
- Основна идея на това управление е координирането на отделните дейности между участниците във веригата, свързани със създаването на продуктите, както и доставянето на завършените продукти до крайните клиенти във веригата;
- За да се постигне висока степен на ефективност и ефикасност на това управление, координацията трябва да бъде осъществена както в рамките на всяка от компаниите, участващи в глобалната верига за доставка, така и между отделните партньори във веригата;
- То трябва да осигури непрекъснатост, интегрираност, съгласуваност и взаимна обвързаност на бизнес процесите, добавящи стойност за клиентите във веригата;
- То е насочено към постигането на съответствие между предлагането и търсенето в глобалната верига за доставка;
- Негова цел е едновременното подобряване на оперативната ефикасност, качеството и обслужването на клиентите;
- Основен фокус на това управление е удовлетворяване на потребностите и желанията на крайните клиенти във веригата по възможно най-ефикасен начин;
- То е свързано с изграждане и развитие на дълготрайни взаимоотношения и висока степен на сътрудничество и обмен на знание и информация между участниците в глобалната верига за доставка.